# Срећна звезда
Срећна звезда је српско музичко такмичење које се емитовало од 6. марта 2011. до 13. маја 2012. године на телевизији Хепи. Водитељи током прве сезоне били су Марко Долаш и Љиљана Орлић, а током друге Никола Пауновић и Милица Мајсторовић.
Поред Срећне звезде постоји и Срећна звезда — Први српски таленат где се бирају таленти између 5 и 15 година.

## Опис
Након завршених аудиција, 18 најбољих такмичара креће у такмичење. Сваки кандидат се аудиторијуму и жирију представља једном домаћом забавном и једном народном песмом. Tакмичари имају прилике да свакодневно раде са најистакнутијим предавачима, који им помажу да на наступима покажу свој максиммум. Са њима раде певачи педагози, кореографи, играчи, фитнес тренери, нутриционисти и сви други који им помажу да постану праве звезде.
Трочлани стручни жири из недеље у недељу прате наше такмичаре и стручним коментарима помажу да увиде и превазиђу све грешке и развију се на најбољи могући начин. Да се такмичари не осећају усамљено на сцени, ту су и професионални играчи који употпуњују сценски наступ. 
Осим бенда, жирија, водитеља, плесача и учесника, у студију је и публика, која активно учествује у свакој нумери, подржава своје фаворите и доприноси узаврелој атмосфери.

## Срећна звезда: Први српски таленат
Срећна звезда — Први српски таленат је српско музичко такмичење које се емитовало од 15. октобра 2011. до 11. јануара 2012. године на телевизији Хепи. Водитељи такмичења били су Милорад Мандић и Ања Вигњевић.
Срећна звезда — Први српски таленат представља спин-оф емисију Срећне звезде где се бирају таленти од 15 година.

### Опис
Четрдесеторо деце се такмичи из суботе у суботу три месеца за титулу „првог српског талента”. Стручни жири, који чине Горица Поповић, глумица, Ивана Петерс, певачица и уметник изненађења, одлучују ко поседује таленат вредан четворогодишњег школовања у школи Артимедија. Гламурозна сценографија и бројна публика гарантују угодно вече са породицом.